# Condado de Louisa (Iowa)
O Condado de Louisa é um dos 99 condados do estado norte-americano de Iowa. A sede do condado é Wapello, que é também a sua maior cidade. O condado tem uma área de 1082 km² (dos quais 41 km² estão cobertos por água), uma população de 12 183 habitantes, e uma densidade populacional de 13 hab/km² (segundo o censo nacional de 2000). O condado foi fundado em 1836 e recebeu o seu nome a partir do Condado de Louisa, na Virgínia.